# Equação de Slutsky
A Equação de Slutsky é fundamental na microeconomia. Na esfera de teoria do consumidor, ela permite uma avaliação mais detalhada dos efeitos duais causados por variações dos preços no comportamento da demanda do consumidor.
De uma forma geral, variações nos preços de um bem provocam um giro da restrição orçamentária do consumidor o que gera variações da demanda pelo bem. Caso este bem seja um Bem Comum, esta variação na demanda se dá em sentido oposto à variação do preço: aumento do preço do bem leva a uma redução do consumo por parte do consumidor (de maneira análoga, uma redução do preço do bem leva a um aumento do consumo). Caso seja um Bem de Giffen, esta  esta variação da demanda do bem se dá no mesmo sentido da variação de preço, logo o aumento do preço deste bem leva a um aumento em seu consumo (ou analogamente, uma queda no preço do bem leva a uma redução do consumo).
É preciso considerar todavia que, na realidade, quando ocorre a variação do preço de um bem, dada uma restrição orçamentária, o efeito que gerado para o consumidor pode ser avaliado em duas duas etapas: ele permite que o consumidor possa abrir mão de menos unidades de um bem para consumir mais dos demais e, sob um outro aspecto, quando um dos bens que compõem a cesta de consumo do consumidor se torna mais barato isto faz com que "sobre" uma renda adicional (que antes era gasta com o consumo deste bem que foi barateado) que pode ser gasta no consumo de outros bens.
Em termos didáticos, é possível assim analisar de forma separada dois efeitos distintos sobre a demanda do consumidor frente a variações do preço de um bem: uma variação da demanda causada pela alteração dos preços relativos (portanto pela alteração da taxa marginal de substituição entre os bens) e, uma variação da demanda provocada pela variação do poder aquisitivo total da renda do consumidor. O primeiro efeito, o chamado efeito substituição pode ser caracterizado graficamente por um giro na restrição orçamentária do consumidor, que é seguido então pelo segundo efeito, o efeito renda pode ser avaliado por meio de um deslocamento da curva de demanda do consumidor.
A Equação de Slutsky, por sua vez, traduz a soma destes dois efeitos na variação total da demanda gerada por variações de preços. Sendo assim, a equação pode ser escrita como: Variação Total da Demanda= E.Renda + E.Substituição.